# 透明間條鰍
透明間條鰍（學名：Heminoemacheilus hyalinus）為輻鰭魚綱鯉形目條鰍科間條鰍屬的其中一種。分布於中國廣西壯族自治區都安瑤族自治縣保安鄉地下河，本魚體短，尾柄上下緣具鰭褶，前後鼻孔相連，前鼻孔在一短管中，短管後緣延長呈短鬚狀，無眼睛，具3對觸鬚，體被稀疏的鱗片，側線不完全，體透明。主要棲息在地下河中，生活習性不明。

## 扩展阅读
維基物種上的相關：透明間條鰍